# Мајкл Поулт
Мајкл Кристијан Поулт (енгл. Michael Christian Polt) је бивши амбасадор САД (САД) у Србији. На том положају га је наследио Камерон Мантер.
Поулт је 13. маја 2004. постављен за амбасадора САД у Србији и Црној Гори. После осамостаљења Црне Горе, Поулт постаје амбасадор САД у Републици Србији.
У тридесетогодишњој дипломатској каријери Поулт је, између осталог, био заменик шефа мисије САД у Берлину (Немачка и заменик шефа мисије САД у Берну (Швајцарска. Поулт је од 2009. амбасадор САД у Естонији.
Рођен је у Аустрији. Дипломирао је на Универзитету у Тенесију. Ожењен је супругом Хали (Hallie), која је запослена у Стејт департменту. Имају двоје деце: Николаса и Линдси.